# Science du bois
La Science du bois, couramment désignée sous le terme de Sciences du bois, est une discipline scientifique qui se penche principalement sur les éléments liés à la formation, la composition et la structure macroscopique et microscopique du bois. Elle explore également les propriétés et caractéristiques biologiques, chimiques, physiques et mécaniques du bois en tant que matière naturelle lignocellulosique,.
Une compréhension approfondie du bois joue un rôle crucial dans divers domaines, tels que la transformation du bois, la production de matériaux à base de bois tels que les panneaux de particules, les panneaux de fibres, les panneaux de particules orientées, le contreplaqué, ainsi que l'utilisation du bois et des matériaux à base de bois dans la construction et une large gamme de produits, y compris le bois à pâte, les meubles, les produits en bois ingénierie tels que le lamellé-collé, le CLT, le LVL, le PSL, ainsi que les granulés et les briquettes, et bien d'autres.

## Contexte historique
Les premières investigations exhaustives dans le domaine de la science du bois ont émergé au début du XXe siècle. Le développement de la recherche contemporaine sur le bois a débuté en 1910, avec la création du Forest Products Laboratory (FPL) à Madison, Wisconsin, États-Unis. Le Forest Products Laboratory a joué un rôle fondamental dans la science du bois en fournissant des recherches scientifiques sur le bois et les produits du bois en collaboration avec le milieu universitaire, l'industrie, les institutions locales et d'autres institutions en Amérique du Nord et du Sud, ainsi qu'à l'échelle mondiale,.
Dans les années qui ont suivi, un certain nombre d'instituts de recherche sur le bois ont été créés dans presque tous les pays industrialisés. Voici un aperçu général de ces instituts et laboratoires :
- 1913 : Institut de chimie du bois et de la pâte d'Eberswalde (aujourd'hui l'Eberswalde University for Sustainable Development), Allemagne
- 1913 : Laboratoire des produits forestiers de Montréal, Canada
- 1918 : Laboratoire des produits forestiers de Vancouver, Canada
- 1919 : Laboratoire des produits forestiers de Melbourne, Australie
- 1923 : Laboratoire de recherche sur les produits forestiers, Princes Risborough, Royaume-Uni
- 1929 : Institut de la science et de la technologie du bois, Léningrad, Saint-Pétersbourg, URSS
- 1933 : Centre Technique du Bois, Paris, France
- 1942 : Laboratoire de technologie du bois d'Helsinki, Finlande
- 1943 : Département du bois des Laboratoires fédéraux suisses pour les essais de matériaux (aujourd'hui les Laboratoires fédéraux suisses pour la science et la technologie des matériaux), Suisse
- 1944 : Laboratoire de recherche sur les produits forestiers suédois, anciennement TRÄTEK (aujourd'hui les Instituts de recherche de Suède), Suède
- 1946 : Académie des sciences de Lettonie, Institut de chimie du bois, Lettonie
- 1946 : Institut de recherche sur le bois, iVTH (aujourd'hui l'Institut Fraunhofer de recherche sur le bois), Allemagne
- 1947 : Institut d'État de recherche sur le bois de Bratislava, Slovaquie
- 1947 : Institut de recherche forestière - Rotorua (aujourd'hui Scion), Nouvelle-Zélande
- 1948 : Institut autrichien de recherche sur le bois à Vienne (aujourd'hui Holzforschung Austria), Autriche
- 1950 : Institut fédéral de la forêt et des produits forestiers (aujourd'hui l'Institut Johann Heinrich von Thünen), Allemagne
- 1952 : Institut de technologie et de fibres de bois (aujourd'hui l'Institut de technologie du bois de Dresde), Allemagne
- 1952 : Institut de recherche sur le bois et la technologie du bois (aujourd'hui le Wood Research Munich), Allemagne
- 1954 : Faculté de technologie du bois de l'université de Poznań (aujourd'hui la Faculté de foresterie et de technologie du bois de Poznań), Pologne

À partir des années 60, la création d'instituts de recherche dans le domaine des sciences du bois s'est poursuivie dans de nombreuses universités, ainsi que dans les universités des sciences appliquées et les universités technologiques. Aujourd'hui, Académie internationale des sciences du bois (IAWS), une assemblée reconnue et à but non lucratif de scientifiques du bois, représente à l'échelle mondiale le domaine scientifique de la science du bois et ses domaines technologiques associés,.

## Sous-domaines
Le domaine de la science du bois peut être catégorisé en trois sous-domaines distincts, comprenant :
- Biologie du bois, une sous-discipline de la science du bois qui se concentre sur la formation, la structure et la composition des tissus ligneux. Elle implique des investigations menées aux niveaux macroscopique, microscopique et moléculaire. De plus, ce sous-domaine englobe l'anatomie du bois, qui consiste en l'identification (macroscopique - microscopique) de diverses espèces de bois[10].
- Chimie du bois, dont l'objectif principal est l'analyse des constituants chimiques du bois, avec une emphase particulière sur la cellulose, la lignine, les hémicelluloses et les extractifs, ainsi que sur les différents produits dérivés de ces composants. Elle explore également les utilisations potentielles de la pâte et du papier, l'utilisation du bois et des déchets de bois, la production d'énergie et de produits chimiques à partir des sous-produits du blanchiment, et la conversion de la biomasse.
- Physique du bois, qui constitue une composante essentielle de la science du bois, s'appuyant sur les découvertes en chimie du bois, en anatomie du bois (xylème), et en biologie, ainsi que sur des principes de physique classique, de mécanique et de résistance des matériaux[11]. La physique du bois englobe des domaines de recherche cruciaux, notamment : a) l'examen du comportement du bois par rapport à l'humidité, impliquant des aspects fondamentaux de l'absorption, du gonflement et du retrait d'humidité, b) l'étude de l'impact de la température sur les propriétés du bois, englobant la conduction de chaleur et le stockage de chaleur, et c) l'évaluation des propriétés et des qualités mécaniques, rhéologiques et acoustiques du bois et des produits à base de bois.

Exemples de recherche dans le domaine des sciences du bois
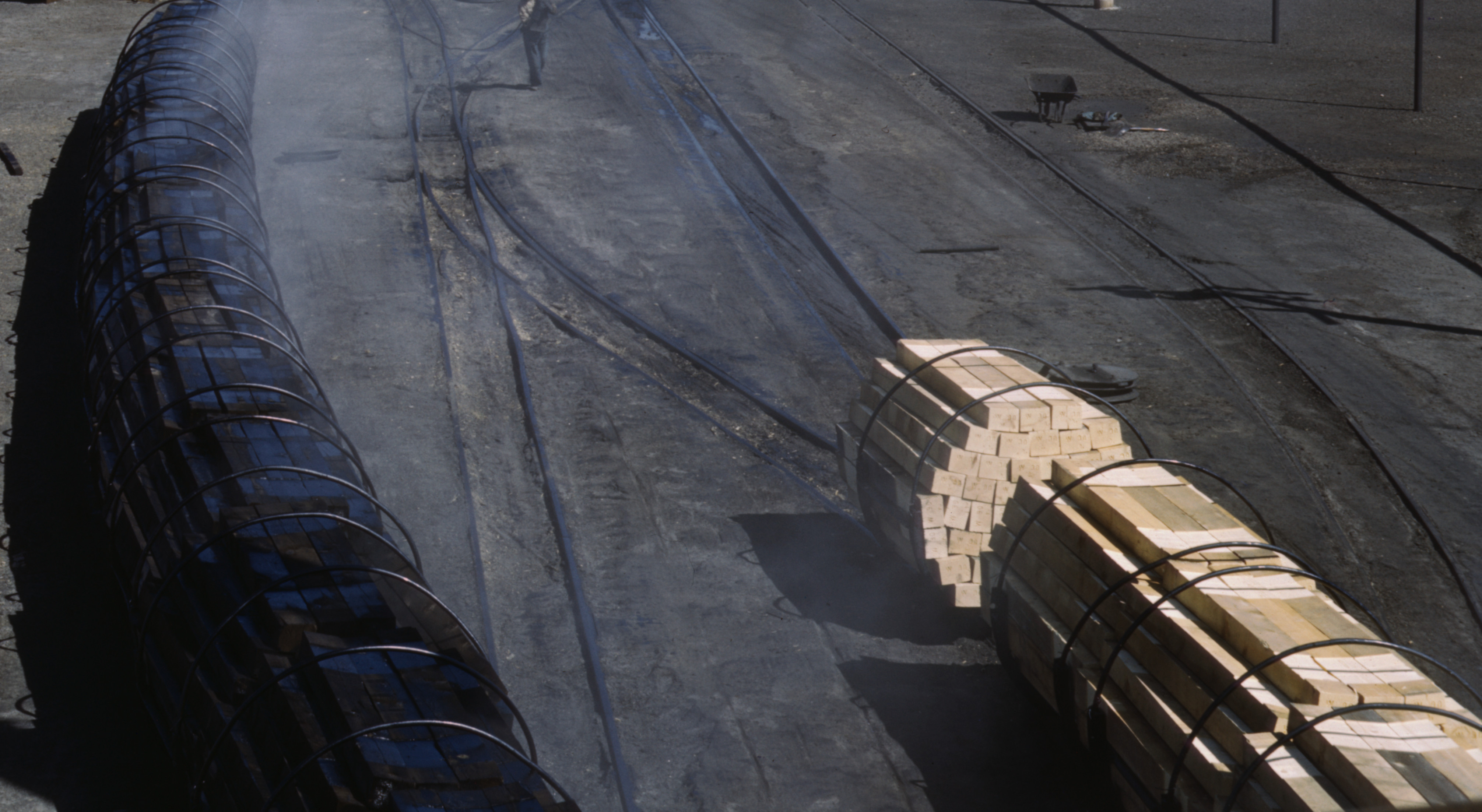
Traverses de chemin de fer en bois entièrement imprégnées de créosote par un procédé connu sous le nom de traitement sous pression, qui est une méthode courante de préservation du bois.
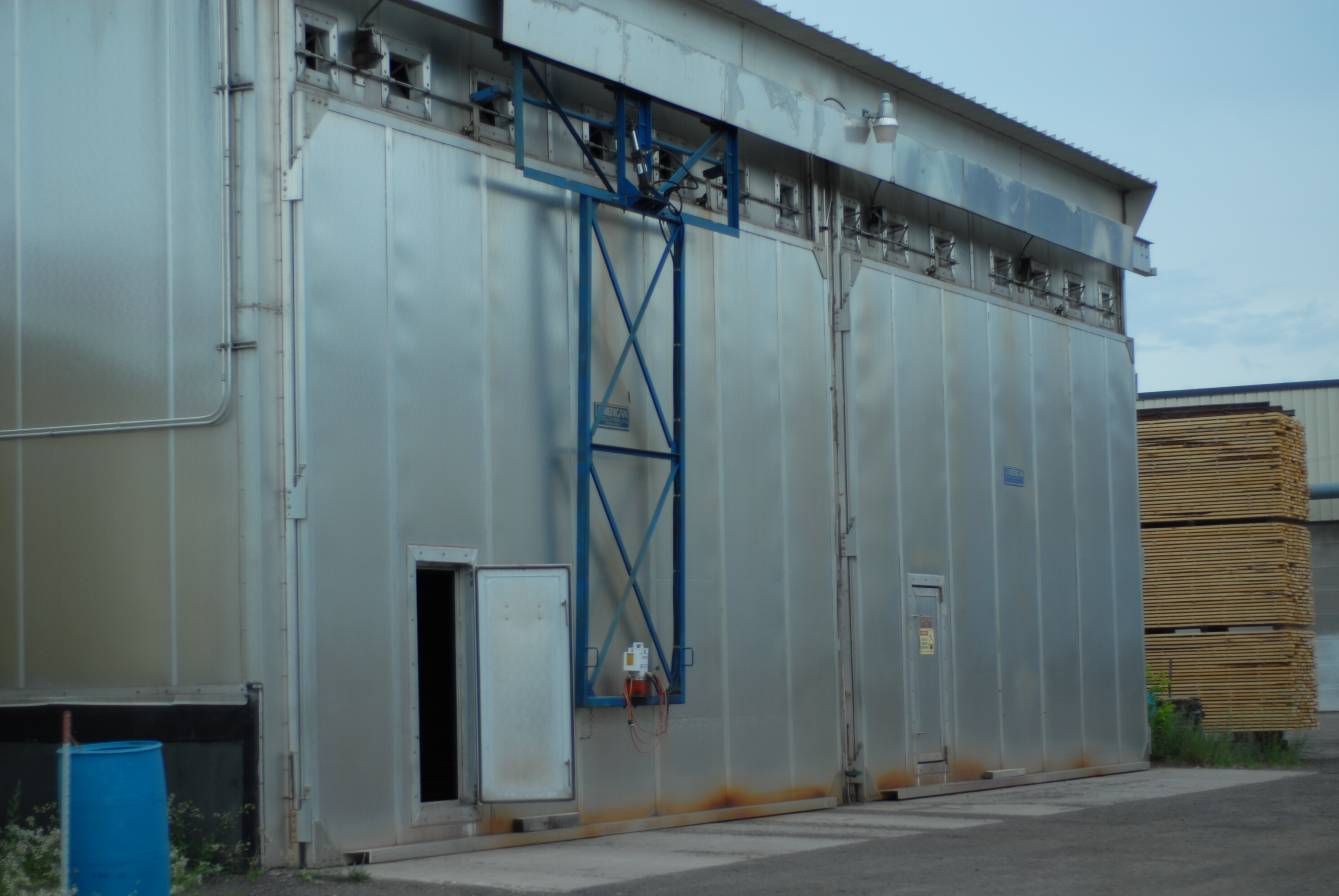
Un séchoir à bois est généralement utilisé dans le séchage du bois vert, en appliquant un procédé qui repose sur des principes fondamentaux de physique.
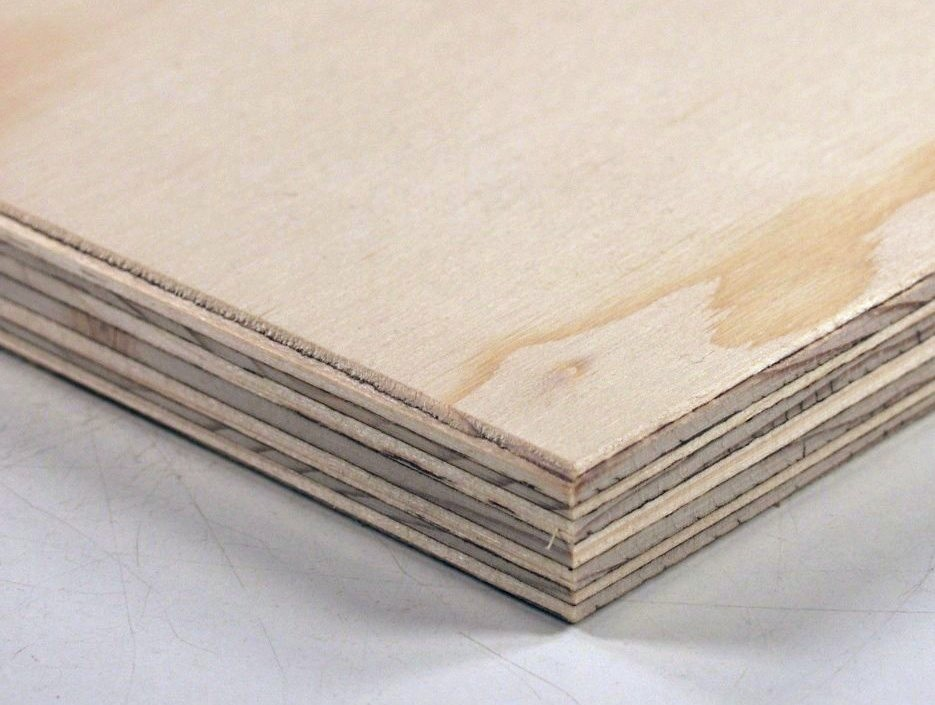
Contreplaqué, un panneau de bois collé avec des résines à base de formaldéhyde, est largement utilisé pour des applications intérieures et extérieures.
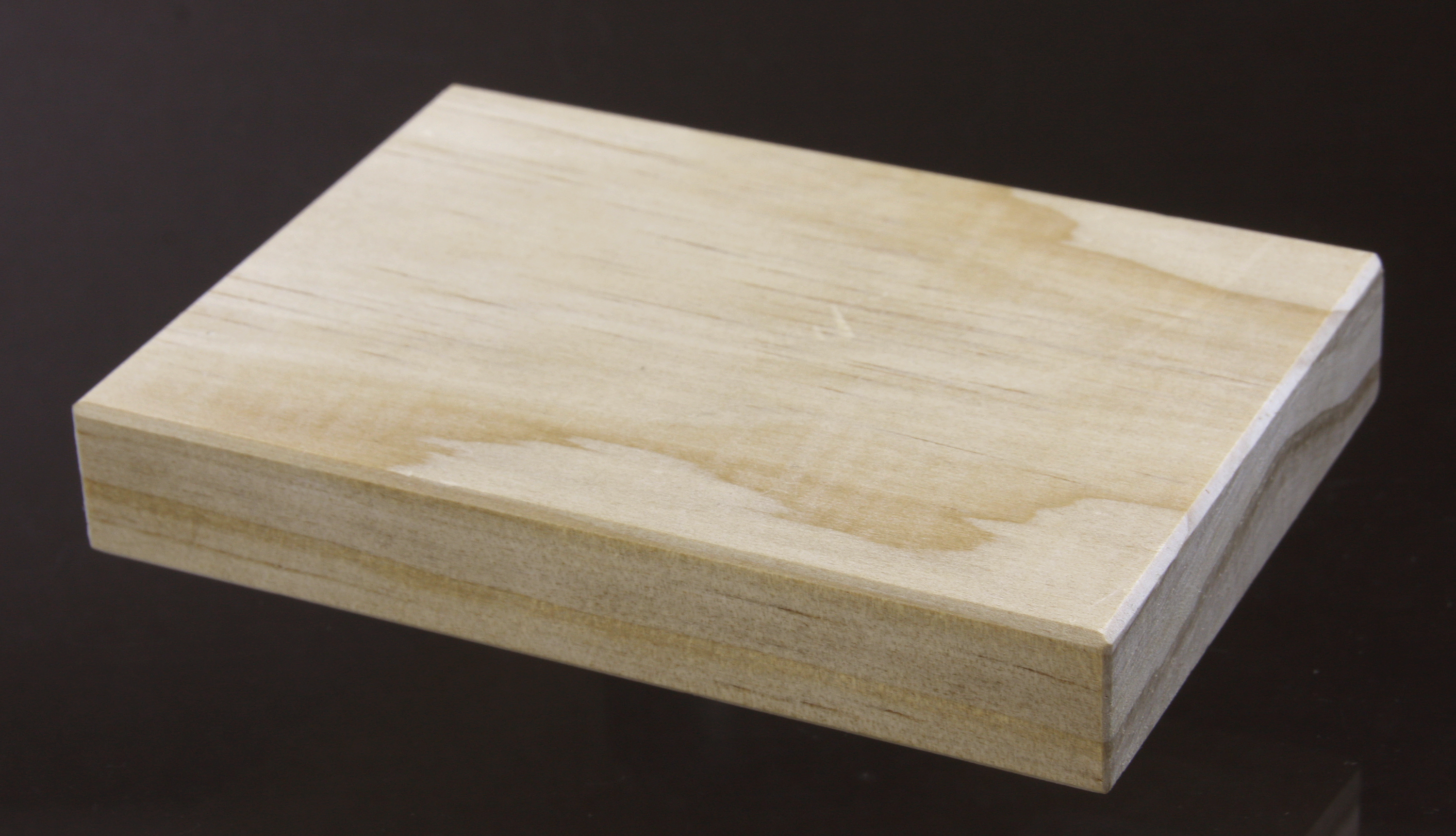
Échantillon de bois acétylé (Accoya), résultant de la réaction d'acétylation du bois et de l'anhydride acétique, représente un développement novateur après des décennies de recherche.

## Revues scientifiques
Voici quelques-unes des revues scientifiques significatives dans le domaine de la science du bois :
- European Journal of Wood and Wood Products[13]
- Holzforschung[14]
- Wood Science and Technology[15]
- Wood Material Science and Engineering[16]
- Cellulose[17]
- BioResources[18]
- IAWA Journal[19]
- Wood Research[20]
- Journal of Wood Chemistry & Technology[21]
- Journal of Wood Science[22]
- Forest Products Journal[23],[24]
- Wood and Fiber Science[25]
- Maderas: Ciencia y Tecnología[26]

## Lectures complémentaires
- Peter Niemz, Alfred Teischinger, Dick Sandberg (2023). Springer Handbook of Wood Science and Technology, Springer 2023,  (ISBN 978-3-030-81314-7).
- Callum A. S. Hill (2006) : Wood Modification: Chemical, Thermal and Other Processes. Wiley 2006,  (ISBN 0-470-02172-1).
- Bruce Hoadley (2000). Understanding Wood: A Craftsman's Guide to Wood Technology. Taunton Press,  (ISBN 978-1-56158-358-4).